# Andeimalva machupicchensis
Andeimalva machupicchensis là một loài thực vật có hoa trong họ Cẩm quỳ. Loài này được (Krapov.) J.A.Tate mô tả khoa học đầu tiên năm 2003.